# Coleophora salviella
Coleophora salviella é uma espécie de mariposa do gênero Coleophora pertencente à família Coleophoridae.